# Cologno Monzese
Cologno Monzese és un municipi italià, situat a la regió de la Llombardia i a la ciutat metropolitana de Milà. L'any 2005 tenia 47.753 habitants.